# Josiah Wedgwood & Sons Ltd.

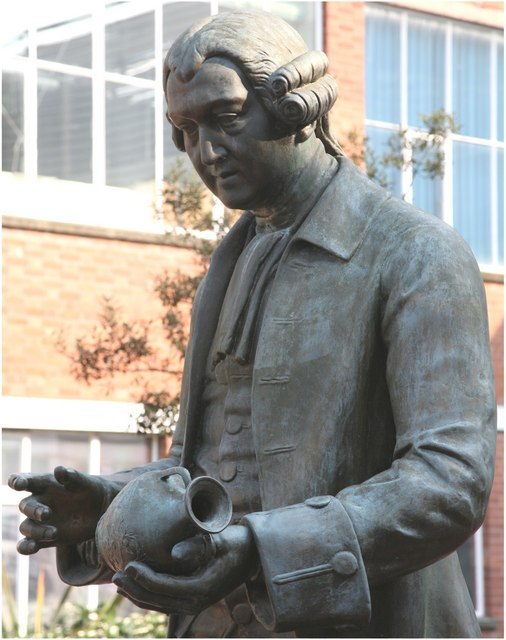
Statue von Josiah Wedgwood mit einer Kopie der Portland-Vase auf dem Winton Square in Stoke-on-Trent

Josiah Wedgwood & Sons Ltd. (später Josiah Wedgwood Ltd.) war ein englischer Hersteller von Kunst-Keramik in Staffordshire, England.
Besonders bekannt war die Firma für die vom Betriebsgründer Josiah Wedgwood erfundenen bzw. weiterentwickelten Keramikarten Creamware, Basaltware und Jasperware. Gegenstände dieser Keramikstile werden heute daher teilweise auch als Wedgwoodware bezeichnet (siehe Produkte).

## Name
Namensgeber und Gründer des Unternehmens war Josiah Wedgwood, der den Betrieb mit seinen Erfindungen und Verbesserungen im Bereich der Keramikherstellung noch zu seinen Lebzeiten zu Weltruhm verhalf und den Grundstein dafür legte, dass der Name Wedgwood bis heute ein Synonym für handwerklich und künstlerisch hochwertige Keramikgegenstände ist.

## Geschichte
Josiah Wedgwood stammte aus einer Töpferfamilie und arbeitete schon sehr früh in den Werkstätten der Familie. Im Jahr 1759 gründete er seinen eigenen Betrieb, indem er in Burslem, Staffordshire (heute ein Stadtteil von Stoke-on-Trent), eine Töpferei von seinen Cousins mietete. Durch seine Erfindungen und Weiterentwicklungen im Bereich der Keramikherstellung wuchs das Unternehmen sehr schnell. 1769 wurde die Produktion an einen Standort außerhalb von Burslem, am heutigen Südwestrand von Stoke-on-Trent, verlagert. Diese neue Manufaktur nebst dazugehöriger Behausungen für die Arbeiter wurde, in Anlehnung an den „etrurischen“ Stil, den die Wedgwood-Keramik kopierte, Etruria genannt. 1790 traten Josiah Wedgwoods Söhne in die Firma ein. 1895, 100 Jahre nach dem Tod Josiah Wedgwoods, wurde das Unternehmen in eine Limited Company (Ltd.) überführt.
1940 wurde eine andere Fabrik in Barlaston, unmittelbar südlich von Stoke-on-Trent, bezogen, da die Fertigungsanlagen in Etruria veraltet waren und die Gebäude dort infolge einer Absenkung des Untergrundes ernsthafte Schäden aufwiesen. Das Werk in Barlaston ist noch heute in Betrieb. Im Jahr 1966, nachdem die Josiah Wedgwood & Sons Ltd. einige andere Keramik- und Porzellanhersteller übernommen hatte, wurde das Unternehmen umstrukturiert und in Josiah Wedgwood Ltd. umbenannt. Diese Firma agierte nun als Holding für die unterschiedlichen Unternehmensbereiche. Der Vorsitzende der jungen Holding war auch ein Josiah Wedgwood, nämlich der Ur-Ur-Ur-Enkel des Betriebsgründers. Der Name Josiah Wedgwood & Sons Ltd. wurde für jenes Subunternehmen der Holding beibehalten, in welchem nach wie vor die Produktion und der Vertrieb der traditionellen Wedgwood-Produkte stattfand.
In den späten 1960er und den 1970er Jahren übernahm Josiah Wedgwood Ltd. weitere Keramik- und Porzellanhersteller wie beispielsweise Adams & Sons (Potters) Ltd., Coalport China Ltd. und Johnson Bros und im Jahr 1980 schließlich die von einem entfernten Verwandten von Josiah Wedgwood gegründete und daher namensähnliche Enoch Wedgwood (Tunstall) Ltd.
1986 wurde Josiah Wedgwood Ltd. durch den irischen Glashersteller Waterford Crystal Ltd. übernommen. 1989 entstand dadurch die Waterford Wedgwood plc. Nach der kompletten Übernahme der Royal Doulton plc bis zum Jahr 2005 und einiger darauf folgender Turbulenzen (u. a. Insolvenz 2009 und anschließende Übernahme durch eine US-amerikanische Private-Equity-Gesellschaft,) firmiert das Konsortium heute unter dem Namen WWRD United Kingdom Limited. Die Produktion von Keramik war aus Kostengründen bereits bis 2004 zum größten Teil nach Tangerang nahe Jakarta, der Hauptstadt Indonesiens, verlegt worden, was mit dem Verlust von rund 1500 Arbeitsplätzen in den englischen Stammbetrieben einherging. Heute wird nur noch besonders hochwertige Ware in Staffordshire hergestellt.

## Produkte

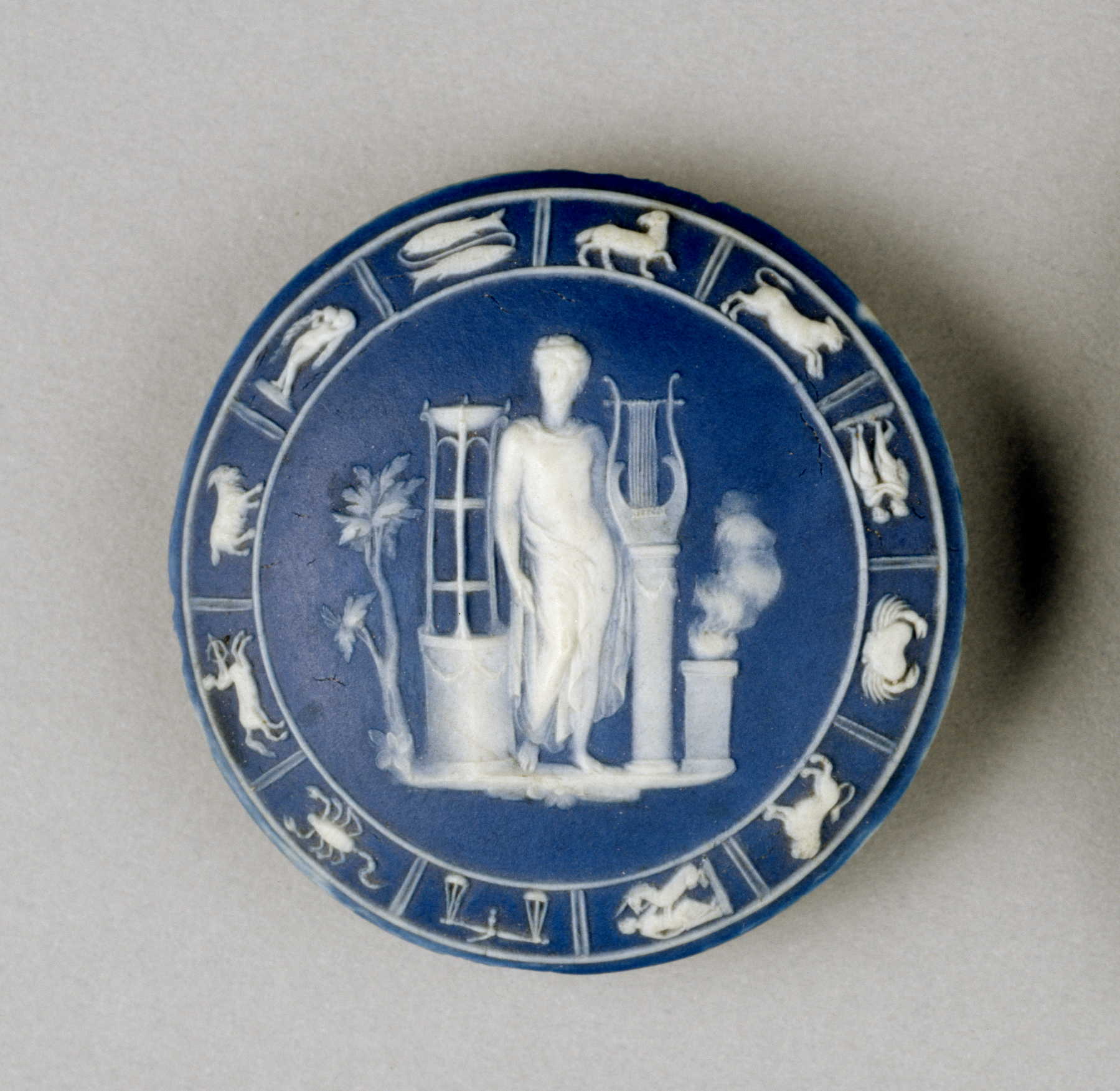
Blaues Jasperware-Medaillon aus der Produktion von Josiah Wedgwood & Sons, Ende des 18. Jahrhunderts. Das Medaillon zeigt den griechischen Gott Apollon, gerahmt von einem Tierkreis.

Die wohl berühmtesten Produkte des Unternehmens sind Gegenstände, die der vom Betriebsgründer erfundenen Jasperware und den von ihm weiterentwickelten Keramikarten Basaltware und Creamware zuzuordnen sind. Diese umfassen nicht nur Vasen, Dosen und Geschirrteile, sondern auch Schmuck und sogar Knöpfe und Schnallen für Kleidungsstücke. Josiah Wedgwood gelang es um 1762 die sogenannte Creamware, eine im England des 18. Jahrhunderts hergestellte cremefarbene Keramikart, so zu verändern, dass sie nun eine bläulich-weiße Farbe hatte. Diese dem Zeitgeschmack entsprechend veredelte Ware nannte er Pearlware, und durch die erfolgte Lieferung dieses Geschirrs an die englische Königin vermarktete er es auch als Queens Ware. Ebenfalls unter dem Markennamen Wedgwood bekannte Produkte sind Vasen, Kerzenhalter oder sogar Büsten aus der von Wedgwood ab den späten 1760er Jahren hergestellten Basaltware (ab ca. 1768) und Jasperware (ab ca. 1775). Auch diese Keramikformen wurden von Josiah Wedgwood als Weiterentwicklung der im englischen Staffordshire im 18. Jahrhundert als Egyptian Black hergestellten Irdenware erfolgreich vermarktet. Bei allen seinen Produkten legten Josiah Wedgwood und auch seine Nachfolger hohe Qualitätsansprüche an, so dass auch heute noch der Name Wedgwood für hochwertige Keramik- und Porzellanprodukte steht.
Neben dieser typischen Wedgwoodware stellte Josiah Wedgwood & Sons aber auch andere Gegenstände aus Keramik und später auch aus echtem Porzellan her. Besonders nach der Übernahme verschiedener, teilweise konkurrierender Unternehmen wurde die Produktpalette immer wieder erweitert, wobei jedoch der Markenname Wedgwood immer nur für qualitativ hochwertige Produkte verwendet wurde. Um dies zu gewährleisten, wurde der Markenname der 1980 von Josiah Wedgwood Ltd. übernommenen Enoch Wedgwood (Tunstall) Ltd. in Unicorn Tableware geändert. Dementsprechend gab es viele Produkte, die zwar dem Josiah Wedgwood Ltd.-Konzern zugerechnet werden können, jedoch nicht als Wedgwood-Produkte im eigentlichen Sinn gelten.